# Louis van Caloen
Pour les articles homonymes, voir Caloen.
Louis van Caloen, né le 26 aout 1817 à Bruges (Belgique) et décédé le 14 juillet 1912 à Tronchiennes (Belgique), était un prêtre jésuite belge, travailleur social et fondateur de l’archiconfrérie de saint François-Xavier.

## Biographie
Né dans une famille de la vieille noblesse belge engagée dans la vie politique, Louis souhaite entrer dans la vie religieuse. Son père s’y oppose. Aussi fait-il d’abord des études de philosophie et de droit à l’université de Louvain. Sa vocation religieuse reste ferme : il entre au noviciat des jésuites de Tronchiennes le 20 mars 1842. 
Ordonné prêtre le 5 septembre 1846 il est envoyé au collège de Bruxelles en 1848 où il s’adonne principalement au ministère pastoral. Il y résidera toute sa vie.
Dès le début, il accorde une attention particulière à la situation des travailleurs, se rendant compte qu’ils devenaient de plus en plus indifférents en matière religieuse et souvent même hostiles à l’Église et aux prêtres. Cela l’incite à fonder une association laïque dont les membres soutiendraient par leurs prières et exemple, les efforts apostoliques des prêtres. 
Un jour, lorsqu’un de ses pénitents lui fait part d’un projet semblable au sien il n’hésite plus, prenant cela comme un signe de la Providence divine. Les premiers membres de l’archiconfrérie qui sera placée sous le patronage de saint François-Xavier (patron des missions chrétiennes) se réunissent dans la cave d’une petite maison. C’était en 1854 : ils sont quinze.  Bientôt, les membres sont si nombreux que les réunions ont lieu dans la chapelle du collège. 
Van Caloen est bien conscient qu’il ne suffit pas de s’intéresser à leur bien spirituel : il est tout aussi urgent de fournir aux travailleurs une assistance dans leurs besoins matériels. Il fonde ainsi pour eux une caisse d'épargne, une société de prêts mutuels, une bibliothèque publique, une école du soir, un cercle particulier pour les soldats, etc. Mais il faut des locaux pour toutes ces activités. Il en trouve près du collège. Il construit des pavillons et même une église pour ses Xavériens. Tout cela est accompli grâce aux dons généreux de membres de sa famille et d’autres bienfaiteurs.
L’archiconfrérie connait un développement rapide. Elle est approuvée par le cardinal Sterckx et est encouragée par le pape Pie IX. Les cercles sont répandus dans toute la Belgique. En 1857, trois ans après la fondation de l’archiconfrérie, les 2300 membres étaient repartis en onze cercles. En 1886 elle compte 150 cercles et 40000 membres. Au début du XXe siècle 366 cercles, dans tous les diocèses de Belgique, avec plus de 80000 membres. 
Souhaitant voir l’association prendre racine dans d’autres pays, Louis van Caloen voyage en Angleterre, Allemagne, France, Suisse, Espagne, Portugal et Pays-Bas. Ainsi des cercles voient le jour dans de nombreuses villes étrangères.  
L’archiconfrérie de saint François-Xavier, un des premiers mouvements d’apostolat laïc au XIXe siècle, rendit des services considérables à l’Église catholique en Belgique, par sa présence en milieu ouvrier et parmi les classes laborieuses. 
Le père Louis van Caloen dirigea le mouvement à partir du collège jésuite de Bruxelles où il résida presque toute sa vie. En 1911, vu son âge avancé (il a 94 ans), il est transféré à Tronchiennes où il meurt l’année suivante, le 14 juillet 1912.

## Écrits
- Petit manuel à l'usage des Associations de St. François-Xavier, Bruxelles, 1871.

## Source
- L. Brouwers: article van Caloen dans Diccionario historico de la Compañia de Jesús, vol.IV, Rome, IHSI, 2001, p.3882.